# エイミー・ヴァン・ダイケン
エイミー・デロリス・ヴァン・ダイケン（Amy Deloris Van Dyken, 1973年2月15日 - ）は、アメリカ合衆国コロラド州デンバー出身のアメリカ人女子競泳選手である。1996年アトランタオリンピックで50m自由形・100mバタフライ・400mフリーリレー・400mメドレーリレーで4冠を達成し、2000年シドニーオリンピックでも400mフリーリレー・400mメドレーリレーで金メダルを獲得した。

## 経歴

### 1994年世界水泳選手権
400mリレーと400mメドレーリレーで銀メダルを獲得し、アメリカに貢献した。個人種目では50m自由形で銅メダルを獲得。

### 1995年パンパシフィック水泳選手権
50m自由形・100m自由形・400mリレー・400mメドレーリレーの四冠を達成。

### 1996年アトランタオリンピック
| 種目                 | 予選          | 決勝          |
| -------------------- | ------------- | ------------- |
| 50m自由形            | 25.12 (1位)   | 24.87 (1位)   |
| 100m自由形           | 55.94 (2位)   | 55.11 (4位)   |
| 100mバタフライ       | 1:00.04 (1位) | 59.13 (1位)   |
| 4×100mリレー         |               | 3:39.29 (1位) |
| リレーラップタイム   |               | 53.91         |
| 4×100mメドレーリレー |               | 4:06.67 (1位) |
| リレーラップタイム   |               | 54.17         |

初のオリンピックとなったアトランタオリンピックでは50m自由形・100mバタフライ・400mリレー・400mメドレーリレーの四冠を達成し、アメリカ競泳女子エースに相応しい結果を残した。

### 1998年世界水泳選手権
50m自由形・400mリレー・400mメドレーリレーの三冠を達成。

### 2000年シドニーオリンピック
| 種目                 | 予選          | 準決勝      | 決勝          |
| -------------------- | ------------- | ----------- | ------------- |
| 50m自由形            | 25.04 (2位)   | 25.00 (2位) | 25.04 (4位)   |
| 4×100mリレー         | 3:40.88 (1位) |             | 3:36.61 (1位) |
| リレーラップタイム   | 54.40         |             | 55.08         |
| 4×100mメドレーリレー | 4:06.16 (2位) |             |               |
| リレーラップタイム   | 54.43         |             |               |

シドニーオリンピックは肩の怪我に苦しみ、3種目のみの出場となった。50m自由形は4位に終わり、400mリレーと400mメドレーリレーで金メダルを獲得したが、メドレーリレーでは決勝メンバーに入れず、ダラ・トーレスが決勝で泳いだ。